# 武东站
武东站位于中华人民共和国湖北省武汉市青山区，是武汉地铁19号线的地铁车站。

## 车站结构
车站位于武东路与武东中路交叉口，沿武东路敷设。车站全长307.4m，设计为地下两层单柱岛式站台车站。。

### 车站出口
|                                                 |      |      |  |
| 出口編號                                        | 設施 | 照片 |  |
| A                                               |      |      |  |
| B                                               |      |      |  |
| C                                               |      |      |  |
| D                                               |      |      |  |
| 注： 設有升降機 \| 設有輪椅升降台 \| 設有洗手間 |      |      |  |

## 鄰近地點
国铁武昌东站

### 内部链接
- 武汉地铁车站列表